# هشت‌پای چشمک‌دار
هشت‌پای چشمک‌دار (نام علمی: Octopus ocellatus) نام یک گونه از راسته هشت‌پا است.